# جین مارست
جین مارست (انگلیسی: Jane Marcet؛ ۱ ژانویهٔ ۱۷۶۹ – ۲۸ ژوئن ۱۸۵۸) نویسنده کتاب‌های مقدماتی آموزش علوم اهل پادشاهی متحد بریتانیای کبیر و ایرلند بود.